# Cruzeño
El cruzeño (també conegut com a isleño o chumash illenc) era una llengua de la família de les llengües chumash parlada a les illes septentrionals de les Illes Santa Bàrbara, al Sud de Califòrnia. Mostra evidències de barreja entre un nucli del llenguatge chumashan com el barbareño o el ventureño i una llengua indígena de les Illes del Canal. Aquest últim era parlat presumiblement a les illes des del final de l'última edat de gel quan foren separats de la terra ferma; el chumash s'hauria introduït en el primer mil·lenni després de la introducció de les canoes de taules al continent. L'evidència del substrat de la llengua és retingut en una fonologia notablement no chumash i en paraules no chumash bàsiques com els d'aigua i casa.